# Reserva índia Fort Mojave
La reserva índia Fort Mojave és una reserva índia al llarg del riu Colorado, que actualment abasta 23.669 acres (96 km²) a Arizona, 12.633 acres (51 km²) a Califòrnia i 5.582 acres (23 km²) a Nevada. La reserva va ser establerta originalment en 1870 i és ara la llar de prop de 1.100 membres de la tribu ameríndia dels mohaves.
L'ocupació de terrenys a la reserva Fort Mojave, a diferència de la de moltes altres reserves índies a Arizona, és de menys del 50% de nadius americans. Els mohaves han arrendat part de les seves terres a empreses conreadores de cotó, blat de moro i soja que donen feina a una gran població de residents blancs i mexicanoamericans.
El lloc de l'antiga Fort Mohave i el terme de l'est de la carretera Mojave estan situades en l'actual Reserva índia Fort Mojave.

## Història
El 20 d'octubre de 2003, el govern va anunciar la reserva d'un acord entre la reserva i el governador de Califòrnia Gray Davis per permetre el funcionament d'un casino fora de la reserva a l'oest de Needles (Califòrnia) (just davant del Riu Colorado a les terres de la reserva de la tribu a Arizona). Si es ratifica l'acord, la Reserva Fort Mojave serà la primera a tenir casinos en tres estats. La reserva gestiona l'Avi Resort & Casino a Nevada i el Casino Spirit Mountain a Arizona.

## Revitalització de la llengua
Des de 2012 el Centre d'Educació Indígena a la Universitat Estatal d'Arizona ha facilitat tallers per als alumnes i ponents de la Reserva índia Fort Mojave al nord-oest d'Arizona, Califòrnia i Nevada. Fort Mojave té prop de 22 ancians que parlen una mica de llengua mohave." El projecte també ha incorporat gent gran juntament amb els joves per ensenyar els tradicionals "cants d'aus mojave."
El treball de preservació de la llengua de la poetessa Natalie Diaz a la reserva va aparèixer a la PBS News Hour en març de 2012.

## Localització
La reserva índia Fort Mojave es troba a 34° 56′ 34″ N, 114° 36′ 33″ O / 34.94278°N,114.60917°O.
El cementiri indi de Fort Mojave es troba a 34° 51′ 06″ N, 114° 37′ 07″ O / 34.85167°N,114.61861°O.

## Comunitats
- Arizona Village (Arizona) (part)
- Fort Mohave (Arizona) (part)
- Golden Shores (Arizona) (part)
- Mesquite Creek (Arizona)
- Mohave Valley (Arizona) (part, població 121)
- Mojave Ranch Estates (Arizona)
- Needles (Califòrnia) (part, població 208)
- Willow Valley (Arizona) (part)